# Споменик Карађорђу у Вишевцу
Споменик Карађорђу у Вишевцу, његовом родном месту, подигнут је 2004. године, поводом обележавања двеста година од почетка Првог српског устанка.
Споменик је према скулптури академског вајара Станимира Павловића из Београда, изливен од бронзе. Карађорђе је приказан у стаменом стојећем ставу са изгледом из млађих дана, када је чувао пушком своје стадо и хајдуковао у свом родном крају.
На истом простору је подигнут етно комплекс „Петрови двори” којим се представља окућница Карађорђевог оца Петра.